# 横出し条例
横出し条例（よこだしじょうれい）とは、環境法の分野で国の法令が規制対象としていない汚染原因物質や汚染源を、新たに地方公共団体が規制する条例のことである。横出し規制ともいう。
正式な条例名ではなく、俗語の一種である。地方公共団体の条例制定権は憲法94条と地方自治法14条1項により国の法令の範囲内で認められているが、環境法（大気汚染防止法など）では規制目的と対象の観点が異なれば認められている。
国の法令に定められた基準を上回る条例（あるいは都道府県条例の基準を上回る市区町村条例）は上乗せ条例といい、区別が必要である。